# Geher-Länderkampf der Männer 1952 BR Deutschland – Schweden
| 8. Leichtathletik-Länderkampf mit bundesdeutscher Beteiligung 1952 | 8. Leichtathletik-Länderkampf mit bundesdeutscher Beteiligung 1952 |                                            |
| ------------------------------------------------------------------ | ------------------------------------------------------------------ | ------------------------------------------ |
|                                                                    |                                                                    |                                            |
| Geher-Vergleich der Männer: BR Deutschland – Schweden              |                                                                    |                                            |
| Austragungsort                                                     | Hamburg                                                            |                                            |
| Wettbewerbe                                                        | 1                                                                  |                                            |
| Datum                                                              | 28. September 1952                                                 |                                            |
| 1. SWE 2. FRG                                                      | 39 Punkte 17 Punkte                                                |                                            |
| Chronik                                                            |                                                                    |                                            |
| ← FRG-SWE (M)                                                      | erster LK 1953:00 AUT-FRG Straß'lauf (M) →                         | erster LK 1953:00 AUT-FRG Straß'lauf (M) → |

Der achte und letzte Vergleich des Länderkampfjahres 1952 mit bundesdeutscher Beteiligung fand als reiner Gehwettbewerb wie zuletzt 1941 mit Schweden statt. Die diesjährige Begegnung wurde am 28. September in Hamburg ausgetragen. Die Bilanz der deutschen Geher in den bisherigen vier Aufeinandertreffen mit Schweden war mit zwei zu zwei ausgeglichen. In Länderkämpfen mit einem umfassenden leichtathletischen Programm sah die Bilanz nach der bundesdeutschen Niederlage zwei Wochen zuvor mit vier zu zwei positiv für Schweden aus.

## Wettbewerbe und Modus
In dieser Saison stand mit dem Wettbewerb über 25.000 Meter eine Disziplin als Bahngehen auf dem Programm. Gewertet wurden jeweils fünf Geher pro Land. Der Sieger erhielt elf Punkte, der Zweite neun, der Dritte acht, der Vierte sieben Punkte usw. Der elfte Platz stand noch mit einem Punkt zu Buche.

## Ergebnis
Die schwedischen Geher zeigten sich hoch überlegen. Sie belegten die Ränge eins bis drei und fünf bis sieben So konnten sie mit 39 zu siebzehn Punkten den dritten Erfolg in dieser vierten Begegnung erringen.

## Resultate

### 25.000-m-Bahngehen
| Platz | Athlet            | Land | Zeit (h)  |
| ----- | ----------------- | ---- | --------- |
| 01    | John Ljunggren    | SWE  | 2:04:19,6 |
| 02    | Arne Börjesson    | SWE  | 2:05:53,8 |
| 03    | Åke Söderlund     | SWE  | 2:07:04,0 |
| 04    | Rudi Lüttge       | FRG  | 2:10:16,8 |
| 05    | Ibert Håkansson   | SWE  | 2:10:25,0 |
| 06    | Ingvar Green      | SWE  | 2:11:01,0 |
| 07    | Holger Johanssen  | SWE  | 2:13:02,8 |
| 08    | Hermann Gritttner | FRG  | 2:14:26,6 |
| 09    | Emil Griem        | FRG  | 2:15:47,6 |
| 10    | Robert Kübler     | FRG  | 2:22:21,6 |
| 11    | Gustav Peinemann  | FRG  | 2:25:49,6 |
| 12    | Walter Stoltz     | FRG  | 2:29:46,6 |